# Нуриев, Али Наджафгулу оглы
 Али Наджафгулу оглы Нуриев  (азерб. Əli Nəcəfqulu oğlu Nuriyev ) — азербайджанский учёный, доктор химических наук (1972), член-корреспондент НАНА (2007).

## Биография
Али Наджафгулу оглы Нуриев родился 29 декабря 1928 года в селе Нехрам Нахичеванской АССР Азербайджанской ССР. В 1948 году поступил на химический факультет Азербайджанского государственного университета, а на третьем курсе был переведён в Горьковский государственный университет (ныне Нижегородский). В 1953 году окончил факультет аналитической химии университета.
С 1954 года работал младшим научным сотрудником, старшим научным сотрудником Института химии АН Азербайджанской ССР. С 1971 года и по настоящее время работает руководителем лаборатории «Химия микроэлементов воды и дисперсных систем» Института химических проблем имени академика М. Ф. Нагиева.
В 1963 году защитил кандидатскую диссертацию, а в 1972 году докторскую диссертацию.
В 1980—1985 годах работал заместителем директора Института химии АН Азербайджана.
В 2007 году избран член-корреспондентом НАНА.

## Научная деятельность
А. Нуриев провёл систематическое исследование в области изучения и распределения редких и радиоактивных элементов (U, Th, Ra, Rn, Ga, Tl, Ge, Li, Br, Rz). В системе нефть-пластовые воды-осадочные породы им было выявлено распределение и перераспределение радиоэлементов в зависимости от функционального состава и возраста нефтей, гидрохимического состава. Под его руководством синтезирован ряд селективных сорбентов по извлечению урана из морских вод, которые прошли испытание на укреплённой установке на водах Каспия. Разработана технология получения поваренной соли (NaCl) из сбросных вод. Им разработана комплексная переработка Дарыдагской термальной воды для получения бора, мышьяка, углекислого газа. На основе отмеченной технологии построен завод по получению углекислого газа.
А. Нуриев — автор 250 опубликованных научных работ, 2 монографий, 9 авторских свидетельств, 1 патента.
Под его руководством подготовлено 12 кандидатов наук, 2 доктора наук.

### Некоторые научные работы
- А. Н. Нуриев, Э. М. Ширалиева, Л. А. Биннатова, А. И. Ягубов, Н. М. Мурадова, В. Э. Рустамова. Сорбция тионина из водных растворов некоторыми катионзамещенными формами бентонита и их коллоидно-химические характеристики // Конденсированные среды и межфазные границы. — Воронежский государственный университет, 2007. — С. 79-82. — ISSN 1606-867X.

- А. Н. Нуриев, Л. А. Биннатова, Э. М. Ширалиева, А. И. Ягубов, Н. М. Мурадова. Термообработка бентонита и адсорбция метилена голубого.mht // Конденсированные среды и межфазные границы. — Воронежский государственный университет, 2007. — Т. 9. — С. 99-101. — ISSN 1606-867X.

- А. Н. Нуриев. Закономерности статики и кинетики сорбции метилена голубого тионина, фиксина на природных и модифицированных формах бентонита // Азербайджанский химический журнал. — Баку, 2003.

- А. Н. Нуриев. Влияние природы зарядов некоторых обменных катионов на коллоидные состояния монтмориллонита // Азербайджанский химический журнал. — Баку, 2002.